# Vila de Prado
Vila de Prado est une freguesia portugaise de la municipalité de Vila Verde le long du Rio Cávado.